# Botár Béla
Botár Béla (Székelyudvarhely, 1915. augusztus 29. – Budapest, 1974. április 12.) magyar költő, műfordító.
Fia, Botár Attila szintén a költői hivatást választotta.

## Életútja
Tanulmányait szülővárosában végezte, utána ugyanott kistisztviselő. Számos versét közölte a Székely Közélet, majd a Brassói Lapok, Ellenzék, Keleti Újság, Emberség, Székelység, Pásztortűz, Termés és Erdélyi Helikon. Versgyűjteménye Jobb a kőnek címmel jelent meg (Székelyudvarhely, 1945). Szegénységben eltöltött gyermekkora, a kisembersors keserűsége, zaklatottsága kap hangot Tompa László lírájához kötődő, a népiek és a szimbolisták hatását mutató költészetében. A  második világháború után Budapesten élt, ahol a Csillag, az Élet és Irodalom, Kortárs, Ország-Világ, Szabad Föld és néhány napilap közölte írásait, valamint románból való műfordításait. Francisc Munteanu A boldog kereskedő című regényét az ő fordításában adta ki az Európa Könyvkiadó, (1961). Költeményei megjelentek a Szép versek (1964), a Magvető Könyvkiadó és a Míg meghallja fájó messzeség (1989) című antológiákban.